# Sielsowiet ułankowski
Sielsowiet ułankowski (ros. Уланковский сельсовет) – jednostka administracyjna (osiedle wiejskie) wchodząca w skład rejonu sudżańskiego w оbwodzie kurskim w Rosji.
Centrum administracyjnym sielsowietu jest sieło Ułanok.

## Geografia
Powierzchnia sielsowietu wynosi 33,70 km².

## Historia
Status i granice sielsowietu zostały określone ustawami z 2004 i z 2010 roku.

## Demografia
W 2017 roku sielsowiet zamieszkiwało 516 mieszkańców.

## Miejscowości
W skład sielsowietu wchodzi jedynie Ułanok.